# Кудлаївка (Новгород-Сіверський район)
Кудлаї́вка — село в Україні, у Новгород-Сіверській міській громаді Новгород-Сіверського району Чернігівської області. Населення становить 404 осіб. До 2020 орган місцевого самоврядування — Кудлаївська сільська рада.

## Географія
На південно-східній околиці села річка Малотечка впадає у Десну.

## Історія
Кудлаївка засноване у першій половині 18 ст. Біля Кудлаївки в урочищі Заплави знайдені Кудлаївська стоянка (10-8 тис. до н. е.), городище (6 ст. до н. е.), поселення (3 −3 ст.). Кудлаївська стоянка належить до мезоліту, розташована на одній з найвищих піщаних дюн у заплаві Десни.
12 червня 2020 року, відповідно до розпорядження Кабінету Міністрів України № 730-р «Про визначення адміністративних центрів та затвердження територій територіальних громад Чернігівської області», увійшло до складу Новгород-Сіверської міської громади.
19 липня 2020 року, в результаті адміністративно - територіальної реформи та ліквідації колишнього Новгород-Сіверського району, село увійшло до новоствореного Новгород-Сіверського району Чернігівської області.

## Визначні місця
Біля села знаходиться гідрологічна пам'ятка природи загальнодержавного значення — озеро Вадень.

## Галерея

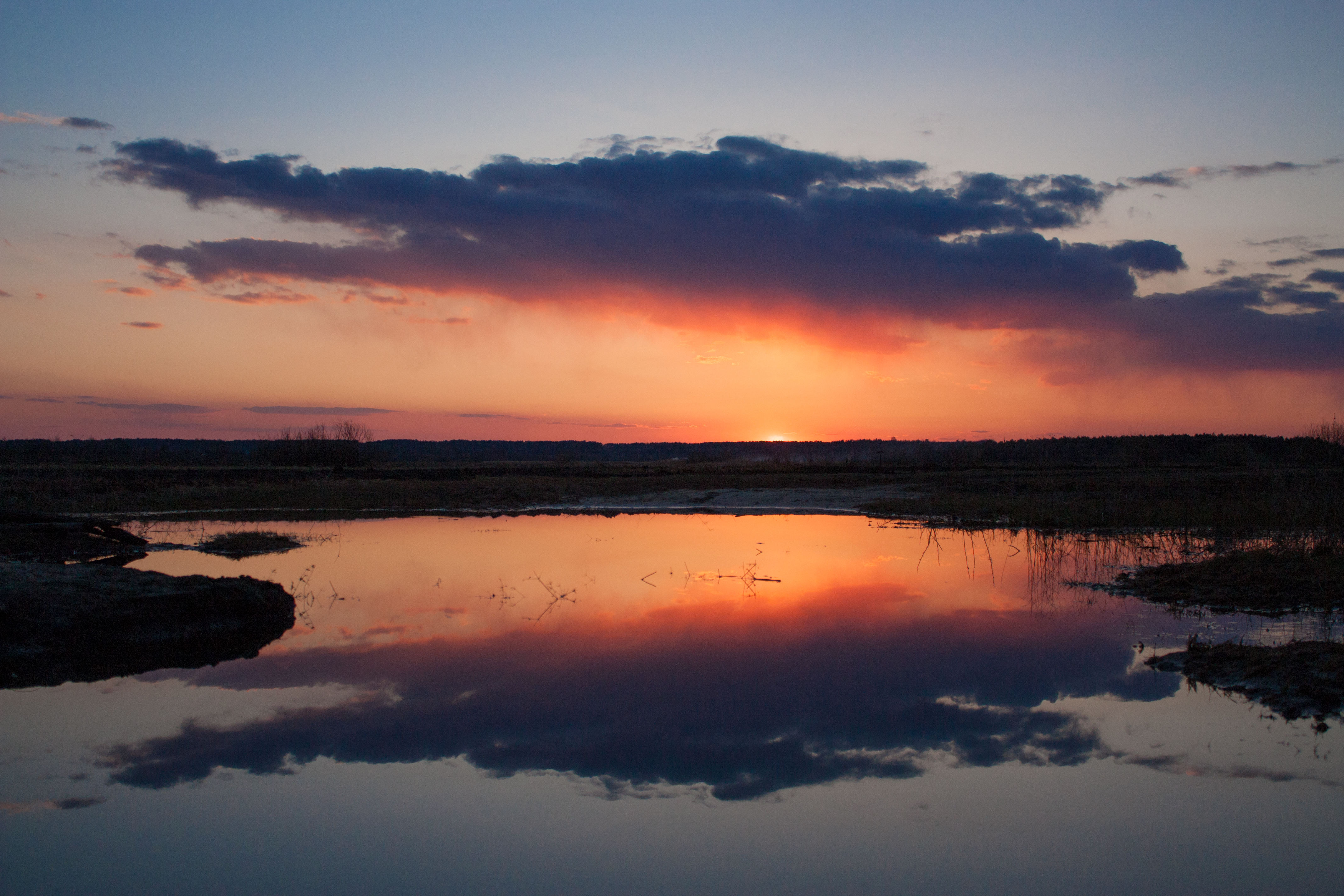
озеро Вадень